# Oscar Carniello
Oscar Matías Carniello (Vila, 18 settembre 1988) è un calciatore argentino, difensore del F. del Estado.

## Carriera
Ha giocato nella massima serie dei campionati argentino, cileno e maltese.